# Academia de Samba Cohab-Santa Rita
Academia de Samba Cohab-Santa Rita é uma escola de samba de Guaíba, no estado do Rio Grande do Sul. Em seu primeiro desfile, ocorrido em 2010, a escola foi a segunda colocada no carnaval de sua cidade.

## Segmentos

### Presidentes
| Nome            | Mandato   | Ref.        |
| --------------- | --------- | ----------- |
| Tiago Andriotti | ? - Atual | [ 2 ] [ 5 ] |

### Diretores
| Ano  | Diretor de Carnaval | Diretor de harmonia               | Mestre de bateria   | Ref.  |
| ---- | ------------------- | --------------------------------- | ------------------- | ----- |
| 2013 | Itto Jakson         |                                   | Estevão             | [ 6 ] |
| 2016 | Eduardo Barros      |                                   | Estevão             | [ 7 ] |
| 2022 | Junior Gonçalves    | Thiago Velleda e Allison Santiago | Mestre Gilnei Guima | [ 5 ] |
| 2025 | Bráulio Pontes      |                                   | Mestre Cachorrão    | [ 8 ] |

### Casal de Mestre-sala e Porta-bandeira
| Ano  | Nome                                 | Ref.  |
| ---- | ------------------------------------ | ----- |
| 2013 | Zé e Zanza                           | [ 6 ] |
| 2016 | William e Giza                       | [ 7 ] |
| 2022 | Thiaguinho Mendonça e Amanda Poblete | [ 5 ] |
| 2025 | Gustavo Tiriri e Pamela Rochele      | [ 8 ] |

### Coreógrafo
| Ano  | Nome           | Ref.  |
| ---- | -------------- | ----- |
| 2016 | Carlos Machado | [ 7 ] |

### Corte de Bateria
| Ano  | Rainha     | Madrinha | Musa    | Ref.  |
| ---- | ---------- | -------- | ------- | ----- |
| 2016 | May Araújo | Débora   | Tamires | [ 7 ] |

## Carnavais
| Ano                        | Colocação | Grupo (Porto Alegre) | Guaíba      | Enredo                                                                                        | Carnavalesco                  | Intérprete                | Ref.                 |
| -------------------------- | --------- | -------------------- | ----------- | --------------------------------------------------------------------------------------------- | ----------------------------- | ------------------------- | -------------------- |
| 2010                       | *         | *                    | Vice-campeã | O segredo do enredo tá na área, hoje a fome é zero!'                                          | Sérgio Peixoto                |                           | [ 1 ]                |
| 2011                       | *         | *                    | Campeã      | Pelos campos do Rio Grande fiz minha vida, minha história; sou gaúcho tchê.                   | Sérgio Peixoto                |                           | [ 9 ] [ 10 ] [ 11 ]  |
| 2012                       | *         | *                    | Campeã      | No caminho das águas, Iemanjá abençoa os Navegantes                                           | Sérgio Guerra e Luís Fernando |                           | [ 12 ] [ 13 ] [ 14 ] |
| 2013                       | *         | *                    | Campeã      | Tambor: influência africana na cultura brasileira. Na Academia, virou samba, virou símbolo... | Sérgio Guerra                 |                           | [ 6 ] [ 15 ]         |
| 2014                       | *         | *                    | Campeã      | Borguetinho: A história do menino gaiteiro.                                                   |                               |                           | [ 16 ] [ 17 ]        |
| 2015                       | *         | *                    | Campeã      | Sustentabilidade dá samba. Qual é o seu papel?                                                |                               |                           | [ 18 ] [ 19 ]        |
| 2016                       | *         | *                    | Campeã      | O mundo encantado da criança, sonho, imaginação e esperança.                                  |                               | Leonardo Bessa            | [ 7 ] [ 2 ] [ 20 ]   |
| 2017                       | *         | *                    | Campeã      | A Gênese dos Orixás e o Renascimento da Vida                                                  |                               | Leonardo Bessa            | [ 21 ] [ 22 ]        |
| 2018                       | *         | *                    | Campeã      | Tenho fé. Meu santo é forte e ninguém vai me derrubar.                                        |                               | Leonardo Bessa            | [ 23 ] [ 24 ]        |
| 2019                       | *         | *                    | Campeã      | No Ceará cabra da peste, nasce a Fortaleza do Nordeste.                                       |                               | Leonardo Bessa            | [ 25 ]               |
| 2020                       | 3.º lugar | Série Bronze         | *           | O Carnaval é a Lei do Povo! Lutar, Sambar e Amar. A Academia é Dilamar.                       | Alváro Machado                | Emerson Dias              | [ 26 ] [ 27 ]        |
| Desfile cancelado em 2021. |           |                      |             |                                                                                               |                               |                           |                      |
| 2022                       | 6.º lugar | Série Bronze         | *           | É Preciso Ter Coragem                                                                         | Jovani César                  | Izo Moreira               | [ 5 ]                |
| 2023                       | *         | *                    | *           |                                                                                               |                               |                           |                      |
| 2024                       | *         | *                    | *           |                                                                                               |                               |                           |                      |
| 2025                       | Campeã    | Série Bronze         | *           | O mar, misterioso mar                                                                         | Rafael Bugs                   | Wantuir e Vilsinho Astral | [ 8 ] [ 29 ]         |
| 2026                       |           | Série Prata          | *           |                                                                                               |                               |                           |                      |

## Títulos
| Títulos em Porto Alegre | Títulos em Porto Alegre | Títulos em Porto Alegre | Títulos em Porto Alegre |
| ----------------------- | ----------------------- | ----------------------- | ----------------------- |
| Grupo                   | Grupo                   | Títulos                 | Anos                    |
|                         | Série Bronze            | 1                       | 2025                    |

| Títulos em Outras Cidades | Títulos em Outras Cidades | Títulos em Outras Cidades | Títulos em Outras Cidades                      |
| ------------------------- | ------------------------- | ------------------------- | ---------------------------------------------- |
| Cidade                    | Cidade                    | Títulos                   | Anos                                           |
|                           | Guaíba                    | 8                         | 2012, 2013, 2014, 2015, 2016, 2017, 2018, 2019 |